# Martien Meiland
Martinus Jacobus Maria (Martien) Meiland (Noordwijkerhout, 26 augustus 1961) is een Nederlands interieurontwerper, presentator en mediapersoonlijkheid.

## Levensloop
Meiland werd geboren in Noordwijkerhout. Na zijn middelbare school had hij verschillende banen als kapper, kok en verkoper. Van 1995 tot 2006 had hij een eigen woonwinkel. Van 2010 tot zijn vertrek naar Frankrijk in 2018 runde hij samen met zijn dochter Montana een eigen woonwarenhuis "MAR10" in Noordwijk. Sinds zijn vertrek runt zijn dochter de winkel en is de naam van de winkel veranderd in "Montana's".

### Televisie en film
Meiland werd in 2007 bekend door zijn deelname aan het televisieprogramma Ik vertrek, waar hij met zijn gezin een nieuw bestaan opbouwde in Frankrijk. Ze kochten een kasteel en maakten er een bed & breakfast van. Na twee jaar keerde het gezin terug naar Nederland. Deze uitzending keerde in 2015 terug op televisie tijdens het speciale seizoen 10 jaar Ik vertrek, waarin bekende Nederlanders terugblikken op de leukste afleveringen.
Nadat Meiland en zijn gezin aangekondigd hadden nieuwe emigratieplannen te hebben kwamen zij in contact met Talpa Network, dat hen in 2019 op de voet ging volgen voor de realityserie Chateau Meiland. Deze serie wordt uitgezonden op SBS6. Hierin wordt Meiland gevolgd terwijl ze een ander kasteel ombouwen tot een bed & breakfast. Omdat het programma goed scoorde op SBS6, wordt het sinds 15 juli 2019 ook uitgezonden in België op de televisiezender VIJF / Play5. Tevens werd een tweede seizoen aangekondigd dat anderhalve maand na het eerste seizoen zou worden uitgezonden. Met het programma won Meiland op 9 oktober 2019 de Gouden Televizier-Ring met 55 procent van de stemmen. Hij liet hiermee Beste Zangers en Expeditie Robinson achter zich.
Mede door de positieve reacties kwam Meiland meerdere malen in de landelijke media. Sinds juli 2019 schrijft Meiland een column voor het weekblad Privé en verscheen hij in september 2019 als panellid in het RTL 5-programma Ranking the Stars.
In oktober 2019 maakte Meiland zijn presentatiedebuut in het SBS6-programma Cash or Trash. Dankzij dit programma werd Meiland in 2020 uitgeroepen tot de Televizier-Ster Talent op het Gouden Televizier-Ring Gala 2020. Hierna volgde de programma's BINGO! De 100.000 euro quiz en First & Last waarin Meiland als presentator verscheen.
In oktober 2021 maakte Meiland zijn acteerdebuut in de bioscoopfilm De Grote Sinterklaasfilm: Trammelant in Spanje waarin hij de rol van kasteelheer Jean Claude op zich nam. Het jaar daarop speelde Meiland opnieuw deze rol in de vervolgfilm De Grote Sinterklaasfilm: Gespuis in de speelgoedkluis, voor de film nam Meiland samen met Okke Verberk, als hun personages Jean Claude en Party Piet Pablo, het nummer De Sint Stunt op; dit nummer diende als de titelsong voor de film.
In 2022 ging Meiland samen met zijn gezin bij wijze van experiment een maand op bijstandsniveau leven. Hiervoor betrokken ze een sociale huurwoning in Uithoorn. Hierbij zetten ze zich tevens in voor een goed doel, Stichting Babyspullen. Dit experiment werd van 14 maart 2022 t/m 16 mei 2022 op SBS6 uitgezonden als Chateau Bijstand. Datzelfde jaar maakte Meiland met Erica Renkema een videopodcastserie, genaamd Wat Goéééd.
Wegens het aanhoudende succes van Chateau Meiland kreeg het programma in 2024 twee nieuwe spin-off programma's: Chateau Meiland VIPS waarin de familie Meiland in iedere aflevering twee andere bekende Nederlanders in hun pension ontvangt en Chateau Meiland en Route waarin de familie een rondreis door Europa maakt in een camper. In 2025 werden deze opgevolgd door de serie Chateau Meiland La Dolce Vita.

## Privé
Meiland trouwde in 1985 met Erica Renkema. Zij kregen samen twee dochters: Montana en Maxime. Na 26 jaar huwelijk kwam het tot een scheiding toen Meiland gevoelens kreeg voor mannen en zijn coming out bekend maakte. Na de scheiding hertrouwde Meiland in januari 2019 met Erica. Meiland is sinds zijn kindertijd blind aan zijn rechteroog, na een ongeluk met een schaar.
Meiland woonde sinds 2019 in Frankrijk, maar is in 2020 met zijn gezin terug verhuisd naar Nederland. Hier bieden ze sinds 2023 logies met ontbijt aan in een oud pension.

## Filmografie

### Televisie

#### Realityserie
- Ik vertrek (2007)
- Chateau Meiland (2019-heden)
  - Kerst op Chateau Meiland (2019)
  - Kerst met de familie Meiland (2020-2023)[28]
  - Wat goééééd! Het beste van Chateau Meiland (2023)[29]
- Wat wil Maxime? (2020)
- Chateau Bijstand (2022)[30]
- Chateau Meiland VIPS (2024)
- Chateau Meiland en Route (2024)
- Chateau Meiland La Dolce Vita (2025-heden)

#### Presentator
- Cash or Trash (2019-2020)
- BINGO! De 100.000 euro quiz (2020), co-presentator[31]
- First & Last (2021), presentatieduo met Britt Dekker[32]
- De beste wensen (2024-heden), een van de presentatoren[33]

#### Panellid
- Ranking the Stars (2019)
- Wie van de Drie (2020-heden)[34]

#### Overige
- Ik hou van Holland - Oudejaarsavond-special (2019 en 2020), als deelnemer
- Wie het laatst lacht... (2020), in de maling genomen door Maxime Meiland[35]
- Hoge Bomen (2020), als hoofdgast
- Linda's Wintermaand (2020), als hoofdgast
- De Radio 10 Songfestivalquiz (2021), als deelnemer
- Boerderij van Dorst (2021), hoofdgast met Caroline van der Plas[36]
- Marble Mania (2022), als deelnemer samen met Erica, Montana en Maxime
- Code van Coppens: De wraak van de Belgen (2022), als deelnemers-duo met Britt Dekker[37]
- Viva la Feta (2022), als gast op het Griekse eiland Sifnos bij Jani Kazaltzis en Otto-Jan Ham[38]
- Code van Coppens: De wraak van de Belgen (2025), als deelnemers-duo met Wendy van Dijk
- De kwis met ballen VIPS (2025), als deelnemer samen met Erica, Montana, Maxime en Jaap.[39]

### Film
- De Grote Sinterklaasfilm: Trammelant in Spanje (2021), als Jean Claude[14]
- De Grote Sinterklaasfilm: Gespuis in de speelgoedkluis (2022), als Jean Claude[15]
- De Grote Sinterklaasfilm en de strijd om pakjesavond (2023), als Jean Claude
- De Grote Sinterklaasfilm: Stampij in de bakkerij (2024), als Jean Claude

## Prijzen
- 2019: Gouden Televizier-Ring - met het programma Chateau Meiland[8]
- 2020: Zapplive Award: Beste familieprogramma - met het programma Chateau Meiland[40]
- 2020: Televizier-Ster Talent - met het programma Cash or Trash[13]
- 2020: Loden Leeuw: irritantste bekende Nederlander in een reclame - met de reclame van de VriendenLoterij[41]
- 2020: RTL Boulevard Award: Meest besproken BN'er[42]

## Trivia
- Bekende uitspraken van Meiland zijn "Wijnen, wijnen, wijnen", "Wat goed!", "Ach, doe niet zo vervelend!", "Wat een gezeik!" en "Mij niet bellen!".[43]
- In december 2019 lanceerde Meiland met zijn gezin een eigen wijncollectie, waarmee hij diverse prijzen in Frankrijk won.[44][45]